# Luci Trebel·li (tribú 47 aC)
Luci Trebel·li (en llatí Lucius Trebellius) va ser un magistrat romà del segle i aC.
Era tribú de la plebs l'any 47 aC. El seu col·lega Publi Corneli Dolabel·la va proposar l'abolició dels deutes i Trebel·li s'hi va oposar. Aquest afer va produir tumults i conflictes a Roma i Dolabel·la i els seus partidaris en van sortir derrotats. Trebel·li, igual que Dolabel·la, es beneficiava de l'abolició dels deutes (ja que els dos eren deutors) però Trebel·li s'hi oposava per complaure a Juli Cèsar.
A la mort de Cèsar l'any 44 aC Trebel·li va proposar al seu torn l'abolició dels deutes amb el suport de Marc Antoni. Va ser un dels amics de Marc Antoni que el va acompanyar en la seva campanya contra Dècim Juni Brut Albí el 43 aC.